# Francisco Pérez (futebolista)
Francisco Pérez foi um futebolista argentino que competiu na Copa do Mundo FIFA de 1938, realizada na Itália.